# Rochom P'ngieng
Rochom P'ngieng (nascida em 1979) é uma mulher encontrada em 13 de janeiro de 2007 depois de ter vivido 18 ou 19 anos isolada na província de Ratanakiri, perto da floresta que ocupa a fronteira norte do Camboja. Em sua readaptação, notou-se que ela sabia falar apenas três palavras. Quando sentia fome ou sede, apontava para a boca.
Em maio de 2010 ela fugiu. Apesar do empenho nas buscas, não conseguiram encontrá-la.

## Desaparecimento
Rochom P'ngieng teria desaparecido aos oito anos quando pastoreava uma manada de búfalos com uma irmã de seis anos (que nunca foi encontrada). De acordo com a polícia cambojana, a mulher foi descoberta nua por um morador da região. Pessoas de tribos que moram nas montanhas do vizinho Vietnã comumente entram no Camboja pela floresta e evitam contato com a polícia cambojana.